# Šimon Brosius z Horštejna
Šimon Brosius (původně zřejmě Brož či Brožek) z Horštejna (1567 Horšovský Týn - 13. ledna 1642 Praha) byl český římskokatolický duchovní a hodnostář, titulární arcibiskup trapezuntský, pražský sufragán a probošt metropolitní kapituly u sv. Víta, kromě toho byl až do své smrti světícím biskupem pražské diecéze. Po celý život usiloval o obnovení katolické víry v Čechách.

## Život

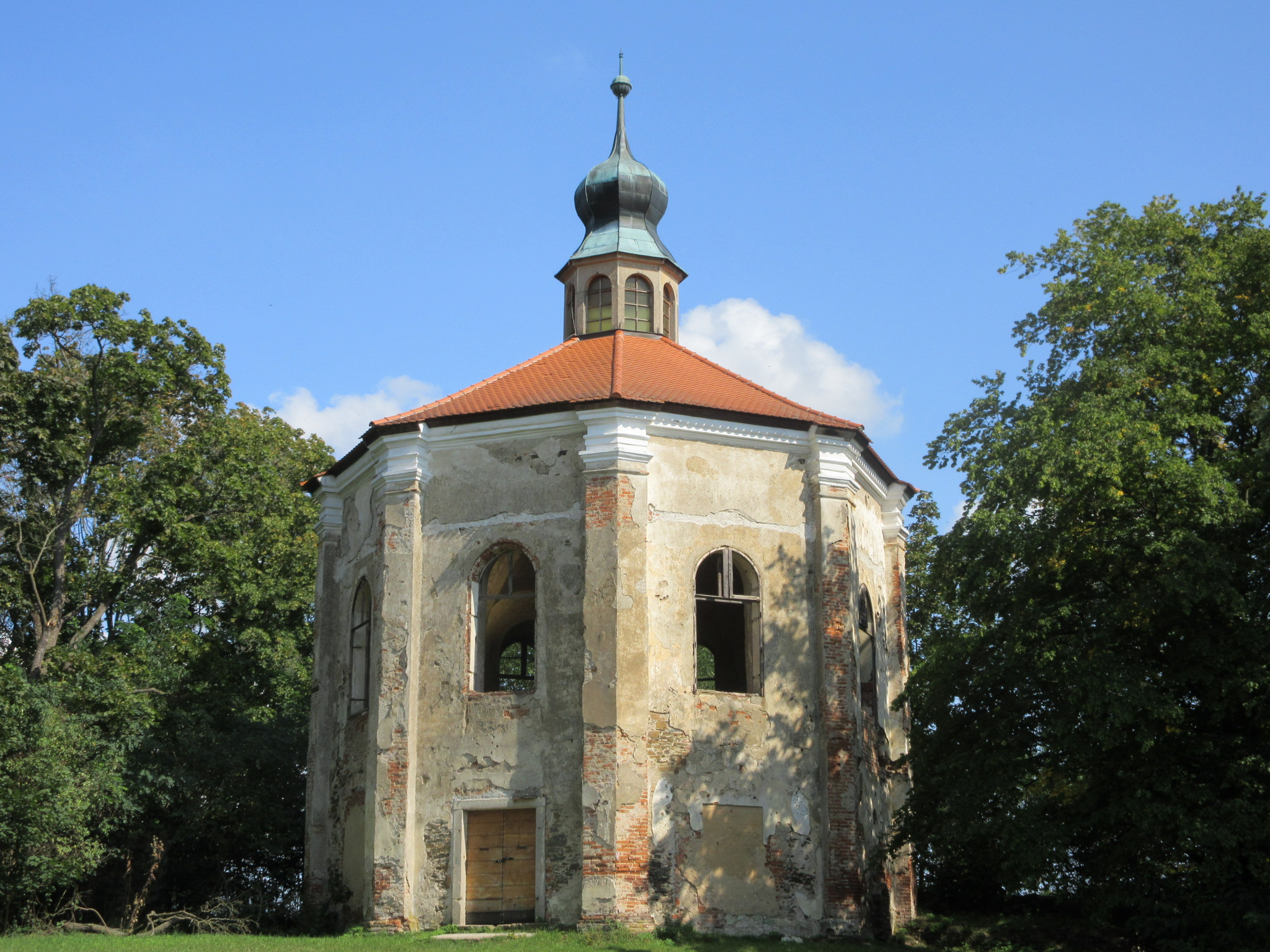
Loretánská kaple v Horšovském Týně

V mládí byl farářem. V roce 1600 byl zvolen kanovníkem metropolitní kapituly u sv. Víta a později i kanovníkem kolegiátní kapituly sv. Petra a Pavla na Vyšehradě a budyšínské kapituly. V roce 1604 byl zvolen děkanem svatovítské kapituly, v roce 1614 proboštem a roku 1626 světícím biskupem a arcibiskupem trapezunským.
V roce 1626 ho císař Ferdinand II. jmenován císařským falckrabětem (comes palatinus). V roce 1636 vysvětil loretu Panny Marie Loretánské v Horšovském Týně, kterou roku 1787 císař Josef II. zrušil a poté byla přestavěna na vyhlídkový pavilon.
Šimon Brosius z Horštejna zemřel v Praze dne 13. ledna 1642. Je pohřben v kapli svatého Jana Křtitele v katedrále svatého Víta.
V sakristii chrámu svatého Jakuba na Starém Městě v Praze lze údajně vidět jeho portrét.